# ラムセス7世
ラムセス7世（Ramesses VII、在位：前1133 - 1126年頃）は、古代エジプト第20王朝の第6代ファラオ。即位名はウセルマートラー・メリアメン・セテプエンラー。

## 概要
先代の王ラムセス6世の息子だった。その治世についてはほとんど記録が無いが、トリノ会計パピルスをはじめとする複数の史料から、7年ほど在位したことが分かっている。
同じ史料に記された内容によれば、この時代に穀物価格が異常に高騰しており、経済的な混乱があったことを伺わせている。

### 埋葬
ラムセス7世の墓は王家の谷の中心部から大きく離れた場所に築かれた。墓はギリシア・ローマ時代より観光客に向けて開放されており、旅行者が多数の落書きを残している。ナポレオン・ボナパルトのエジプト遠征の際、ヨーロッパ人による本格的な王家の谷の調査が初めて行われ、ラムセス7世の墓を "1er Tombeau"（第1の墓）と名付けた。これに基づいて後にKV1の名が与えられ、現在もこの名称が適用されている。